# The Time (album)
The Time – album studyjny tria: Leszek Możdżer – Lars Danielsson – Zohar Fresco. Wydawnictwo ukazało się 2 października 2005 roku nakładem wytwórni muzycznej Outside Music.
Album dotarł do 2. miejsca polskiej listy przebojów – OLiS i uzyskał certyfikat diamentowej płyty.

## Lista utworów
Opracowano na podstawie materiału źródłowego.
1. „Asta” (muz. Lars Danielsson) – 6:37
2. „Incognitor” (muz. Leszek Możdżer) – 5:18
3. „Sortorello” (muz. Leszek Możdżer) – 3:22
4. „Tsunami” (muz. Leszek Możdżer) – 5:02
5. „The Time” (muz. Zohar Fresco) – 2:50
6. „Asta II” (muz. Lars Danielsson) – 2:55
7. „Easy Money” (muz. Leszek Możdżer) – 4:01
8. „Smells Like Teen Spirit” (muz. Dave Grohl, Krist Novoselic, Kurt Cobain) – 6:32
9. „Svantetic” (muz. Krzysztof Komeda) – 4:43
10. „Suffering” (muz. Lars Danielsson) – 4:58
11. „Trip To Bexbach” (muz. Leszek Możdżer) – 4:16
12. „Asta III” (muz. Lars Danielsson) – 4:00
13. „Suffering” (muz. Lars Danielsson) – 1:56